# 앤서니 랄스턴
앤서니 랄스턴(영어: Anthony Ralston, 1998년 11월 16일 ~ )은 스코티시 프리미어십 클럽 셀틱과 스코틀랜드 국가대표팀에서 라이트백으로 활약하는 스코틀랜드의 프로 축구 선수이다.

## 구단 경력
8세부터 셀틱 유소년 시스템의 일원이었던, 랄스턴은 2016년 5월 11일, 세인트 존스톤과의 경기에서 2-1로 패배하며 1군 데뷔 전을 치렀다. 그는 2017년 8월 8일, 킬마녹을 상대로 한 스코티시 리그컵 경기에서 팀의 첫 골을 넣었다. 2017-18년 시즌 초반 파리 생제르맹과의 UEFA 챔피언스리그 경기를 포함해 추가 출전했지만, 9월 말 무릎 부상을 입었다. 랄스턴은 2017년 12월 셀틱과 장기 계약을 체결했으며, 계약 기간은 2021-22년 시즌 말까지이다.
2018년 3월 16일, 랄스턴은 2017-18년 시즌이 끝날 때까지 긴급 임대로 던디 유나이티드에 합류했으며, 이 팀은 챔피언십에서 프리미어리그까지 승격하는 데 도전했다. 그는 3월 20일 리그에서 퀸 오브 더 사우스에게 3-2로 패한 경기에서 데뷔 전을 치렀다. 그는 15경기에 출전하여 유나이티드가 승격 플레이오프에 진출하는 데 기여했으며, 두 골을 넣었지만 팀은 준결승 플레이오프에서 리빙스턴에게 패했다.
2019년 9월 2일, 랄스턴은 한 시즌 동안의 임대로 세인트 존스톤으로 이적했다. 세인트 존스톤 임대에서 돌아온 랄스턴은 다음 시즌 동안 셀틱에서 단 한 경기만 뛰었으며, 코로나19 격리 문제로 인해 몇몇 스쿼드 정규 선수들이 결장한 리빙스턴과의 경기에서 0-0 무승부를 기록했다. 그리고 중앙 수비수 크리스토페르 아예르가 제레미 프림퐁을 영입한 후 임대 선수 존조 케니가 그보다 앞서 오른쪽 수비수로 선발되었을 때, 그의 클럽에서의 시간이 끝날 것처럼 보였다.
2021-22년 시즌이 시작될 때, 새로운 감독인 안지 포스테코글루 아래에서 랄스턴은 2022년 5월까지 계약 연장에 서명하고 UEFA 챔피언스리그 2차 예선에서 미트윌란을 상대로 양 경기에 선발 출전했다. 언론 매체들은 시즌 초반 하츠와 던디를 상대로 골을 넣은 그의 활약을 칭찬했다. 2021년 11월 2일, 그는 셀틱과 새로운 장기 계약을 체결하여 2025년까지 클럽에 머물게 되었다.
2023년 9월 26일, 랄스턴은 셀틱과 새로운 4년 계약을 체결하여 2027년까지 클럽에 머물게 되었다.

## 국가대표팀 경력
랄스턴은 U-21 국가대표팀까지 여러 스코틀랜드 유소년 팀에 소속되어 있었다.
2021년 11월, 그는 정지된 네이선 패터슨을 대신해 덴마크와의 2022년 FIFA 월드컵 예선을 앞두고 처음으로 스코틀랜드 국가대표팀에 소집되었다. 그는 키어런 티어니의 후반 교체 선수로 국제 무대에 데뷔했다. 두 번째 스코틀랜드 경기에서는 아르메니아와의 2022-23년 UEFA 네이션스리그 조별 리그 경기에서 첫 국제 골을 넣었다.
2024년 6월 7일, 랄스턴은 독일에서 열리는 UEFA 유로 2024 결승전에 출전할 스코틀랜드 국가대표팀에 발탁되었다. 일주일 후, 그는 대회 개막전에 선발 출전했지만, 스코틀랜드는 개최국 독일에 5-1로 패했다. 그는 스위스와의 두 번째 경기와 헝가리와의 세 번째 경기에서 모두 선발 출전하여 스코틀랜드가 세 경기에서 승점 1점을 얻어 A조 최하위를 기록했다.